# Saxifragaceae
Saxifragaceae es una familia de plantas del orden Saxifragales, con 80 géneros y unas 1200 especies, la mayoría de regiones templadas y frías del hemisferio boreal o América del Sur. 

## Características
Plantas herbáceas o leñosas con predominio de hierbas perennes. Hojas alternas, opuestas o en roseta, simples aunque a veces profundamente recortadas. Flores hermafroditas, normalmente actinomorfas, pentámeras; androceo diplostémono; gineceo súpero, semiínfero o ínfero, abiertos o cerrados, con los carpelos unidos en la parte inferior. Inflorescencias generalmente en racimo o panícula. Frutos en cápsula, con gran número de semillas. Reproducción vegetativa muy importante, por bulbillos, bien radiculares, bien en las axilas de las hojas.

## Géneros
- Abrophyllum Hook. f. ex Benth.
- Astilbe Buch.-Ham. ex D. Don
- Astilboides
- Bensoniella Morton
- Bergenia
- Bolandra Gray
- Boykinia Nutt
- Chrysosplenium L.
- Conimitella Rydb.
- Darmera Voss
- Elmera Rydb.
- Hemieva Raf.
- Heuchera L.
- Jepsonia Small
- Leptarrhena R. Br.
- Lithophragma (Nutt.) Torr. & Gray
- Micranthes Haw.
- Mitella L.
- Peltiphyllum (Engl.) Engl.
- Rodgersia
- Saxifraga L. saxífraga
- Saxifragopsis Small
- Suksdorfia Gray
- Sullivantia Torr. & Gray ex Gray
- Tanakaea
- Telesonix Raf.
- Tellima R. Br.
- Tiarella L.
- Tolmiea Torr. & Gray